# Ramūnas Zilnys
Ramūnas Zilnys (ur. 29 stycznia 1979 w Kownie) – litewski dziennikarz muzyczny i prezenter radiowy.

## Życiorys
W latach 1999–2019 współpracował z litewskim dziennikiem Lietuvos rytas jako dziennikarz muzyczny.
W marcu 2019 zaczął pracować dla litewskiego nadawcy Lietuvos nacionalinis radijas ir televizija (LRT). Od 2020 jest komentatorem Konkursu Piosenki Eurowizji.

## Życie prywatne
Jest żonaty z Eglė Vakarinaitė-Zilnienė.